# Olympische Sommerspiele 2012/Leichtathletik – Weitsprung (Frauen)

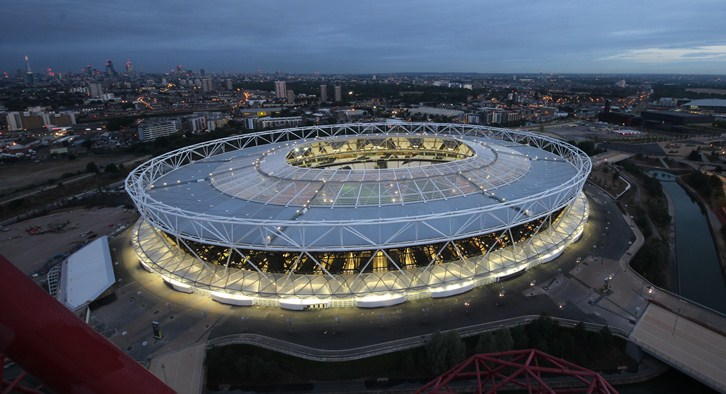
Das Olympiastadion von London im Jahr 2015

Der Weitsprung der Frauen bei den Olympischen Spielen 2012 in London wurde am 7. und 8. August 2012 im Olympiastadion London ausgetragen. 32 Athletinnen nahmen teil.
Olympiasiegerin wurde die US-Amerikanerin Brittney Reese, die vor der Russin Jelena Sokolowa gewann. Bronze ging an die US-Amerikanerin Janay DeLoach.
Deutschland wurde durch Sosthene Moguenara vertreten, die in der Qualifikation scheiterte.

Auch die Schweizerin Irene Pusterla schied in der Qualifikation aus.

Athletinnen aus Österreich und Liechtenstein nahmen nicht teil.

## Aktuelle Titelträgerinnen
| Olympiasiegerin                      | Maurren Higa Maggi ( Brasilien)            | 7,04 m                                     | Peking 2008       |
| Weltmeisterin                        | Brittney Reese ( USA)                      | 6,82 m                                     | Daegu 2011        |
| Europameisterin                      | Éloyse Lesueur ( Frankreich)               | 6,81 m                                     | Helsinki 2012     |
| Zentralamerika und Karibik-Meisterin | Bianca Stuart ( Bahamas)                   | 6,81 m                                     | Mayagüez 2011     |
| Südamerika-Meisterin                 | Maurren Higa Maggi ( Brasilien)            | 6,52 m                                     | Buenos Aires 2011 |
| Asienmeisterin                       | Mayookha Johny ( Indien)                   | 6,56 m                                     | Kōbe 2011         |
| Afrikameisterin                      | Blessing Okagbare ( Nigeria)               | 6,96 m                                     | Porto-Novo 2012   |
| Ozeanienmeisterin                    | Wettbewerb nicht im Meisterschaftsprogramm | Wettbewerb nicht im Meisterschaftsprogramm | Cairns 2012       |

## Bestehende Rekorde
| Weltrekord         | Galina Tschistjakowa ( Sowjetunion) | 7,52 m | Leningrad, Sowjetunion    | 11. Juni 1988      |
| Olympischer Rekord | Jackie Joyner-Kersee ( USA)         | 7,40 m | Finale OS Seoul, Südkorea | 29. September 1988 |

Der bestehende olympische Rekord wurde bei diesen Spielen nicht erreicht. Am weitesten sprang die US-amerikanische Olympiasiegerin Brittney Reese, die im Finale am 8. August bei einem Rückenwind von 0,8 m/s im zweiten Versuch 7,12 m erzielte und damit den olympischen Rekord um 28 Zentimeter verfehlte. Zum Weltrekord fehlten ihr vierzig Zentimeter.

## Doping und weitere Ausschlüsse
In dieser Disziplin kam es zu fünf Dopingfällen:
- Die zunächst viertplatzierte Lettin Ineta Radēviča wurde im November 2016 bei einem Nachtest ihrer Dopingproben des Einsatzes von Oxandrolon, eines anabolen Steroids, überführt, was zu ihrer nachträglichen Disqualifikation und einer zweijährigen Sperre bis November 2020 führte.[2]
- Die ursprünglich fünftplatzierte Russin Anna Nasarowa wurde des Dopingmissbrauchs mittels Dehydrochlormethyltestosterone (Oral-Turinabol) überführt, was ihre Disqualifikation zur Folge hatte.[3]
- Auch die Belarussin Nastassja Mirontschyk-Iwanowa, die ursprünglich Rang sieben belegt hatte, wurde nach positiver Dopingprobe disqualifiziert.[4]
- Die für das Finale qualifizierte Türkin Karin Mey Melis wurde wegen einer Dopingprobe, die bei den Europameisterschaften 2012 in Helsinki positiv getestet worden war, vom Finale ausgeschlossen. Der Weltleichtathletikverband hatte zu spät vom Dopingverstoß der Athletin erfahren, um die Teilnahme an der Weitsprung-Qualifikation in London zu verhindern.[5]
- Die in der Qualifikation ausgeschiedene Ukrainerin Marharyta Twerdochleb wurde ebenfalls durch einen Nachtest ihrer Dopingproben des Dopingmissbrauchs überführt. Sie hatte verbotenerweise Dehydrochlormethyltestosteron (Turinabol) und Stanozolol verwendet.[6]

Leidtragende waren neben den Athletinnen, deren Platzierungen erst mit zum Teil mehreren Jahren Verspätung korrigiert wurden, die Weitspringerinnen, denen in der Qualifikation ein Weiterkommen verwehrt und denen im Finale ihr Anrecht auf drei zusätzliche Versuche genommen wurde.
- Aufgrund ihrer Weiten aus dem Qualifikationswettbewerb wären folgende vier Sportlerinnen im Finale startberechtigt gewesen:
  - Arantxa King, Bermuda – 6,40 m, Qualifikationsgruppe B
  - Wolha Sudarawa, Belarus – 6,38 m, Qualifikationsgruppe A
  - Maurren Higa Maggi, Brasilien – 6,37 m, Qualifikationsgruppe B
  - Chelsea Hayes, Großbritannien – 6,37 m, Qualifikationsgruppe B
- Drei Athletinnen wurden um die ihnen zustehenden drei zusätzlichen Sprünge der besten acht Finalistinnen gebracht:
  - Shara Proctor, Großbritannien – mit 6,55 m in der bereinigten Endwertung auf Platz sechs
  - Weranika Schutkowa, Belarus – mit 6,54 m in der bereinigten Endwertung auf Platz sieben
  - Ivana Španović, Serbien – mit 6,35 m in der bereinigten Endwertung auf Platz acht

Schon vor den Spielen war die Griechin Paraskevi Papachristou wegen eines rassistischen Kommentars auf Twitter vom Griechischen Olympischen Komitee ausgeschlossen worden.

## Legende
Kurze Übersicht zur Bedeutung der Symbolik – so üblicherweise auch in sonstigen Veröffentlichungen verwendet:
| – | verzichtet                                 |
| x | ungültig                                   |
| w | Windunterstützung über dem zulässigen Wert |

Anmerkungen:
- Alle Zeiten in diesem Beitrag sind nach Ortszeit London (UTC±0) angegeben.
- Alle Weitenangaben sind in Metern (m) notiert.

## Qualifikation
7. August 2012, 19:05 Uhr

Die Qualifikation wurde in zwei Gruppen durchgeführt. Vier Athletinnen (hellblau unterlegt) übertrafen die Qualifikationsweite für den direkten Finaleinzug von 6,75 m. Damit war die Mindestanzahl von zwölf Finalteilnehmerinnen nicht erreicht. So wurde das Finalfeld mit den acht nächstbesten Springerinnen beider Gruppen (hellgrün unterlegt) auf zwölf Wettbewerberinnen aufgefüllt. In die Wertung kamen allerdings letztlich nur acht Sportlerinnen, denn vier von ihnen wurden des Dopingmissbrauchs überführt und disqualifiziert – siehe oben Abschnitt "Doping". Für die Teilnahme waren schließlich 6,40 m zu erbringen.

### Gruppe A
- Wolha Sudarawa gehörte mit erzielten 6,38 m zu den Athletinnen, die durch
die vier Dopingsünderinnen um ihre Finalteilnahme betrogen wurden
- Blessing Okagbare – ausgeschieden
mit 6,34 m

| Platz | Name                          | Nation         | 1. Versuch Wind (m/s) | 2. Versuch Wind (m/s) | 3. Versuch Wind (m/s) | Resultat | Anmerkung                              |
| 1     | Shara Proctor                 | Großbritannien | 6,83 / −0,3           | –                     | –                     | 6,83     |                                        |
| 2     | Jelena Sokolowa               | Russland       | 6,63 / −0,4           | 6,71 / −0,3           | –                     | 6,71     |                                        |
| 3     | Ljudmila Koltschanowa         | Russland       | 6,57 / −1,0           | x                     | 6,54 / −0,7           | 6,57     |                                        |
| 4     | Brittney Reese                | USA            | x                     | x                     | 6,57 / −1,3           | 6,57     |                                        |
| 5     | Ivana Španović                | Serbien        | x                     | 6,21 / −3,0           | 6,41 / −1,2           | 6,41     |                                        |
| 6     | Wolha Sudarawa                | Belarus        | 6,38 / −0,9           | 6,35 / −0,7           | 6,13 / −2,1           | 6,38     | eigentlich für das Finale qualifiziert |
| 7     | Blessing Okagbare             | Nigeria        | 6,32 / +0,7           | 6,20 / −0,6           | 6,34 / −1,1           | 6,34     |                                        |
| 8     | Bianca Stuart                 | Bahamas        | 5,30 / −1,4           | 6,31 / −0,1           | 6,32 / −1,9           | 6,32     |                                        |
| 9     | Marestella Torres             | Philippinen    | 5,98 / −1,5           | 6,21 / −0,5           | 6,22 / −0,4           | 6,22     |                                        |
| 10    | Ola Sesay                     | Sierra Leone   | 6,22 / −0,6           | 5,77 / −1,6           | 5,91 / −0,6           | 6,22     |                                        |
| 11    | Lauma Grīva                   | Lettland       | 6,10 / −1,1           | 5,96 / +0,2           | 6,08 / +0,1           | 6,10     |                                        |
| NM    | Maiko Gogoladze               | Georgien       | x                     | x                     | x                     | ogV      |                                        |
| NM    | Yuliya Tarasova               | Usbekistan     | x                     | x                     | x                     | ogV      |                                        |
| DOP   | Karin Mey Melis               | Türkei         | 6,81 / +0,2           | –                     | –                     | 6,81     | für das Finale zugelassen              |
| DOP   | Nastassja Mirontschyk-Iwanowa | Belarus        | 6,55 / −0,8           | 6,62 / −0,8           | 6,66 / −0,8           | 6,66     | für das Finale zugelassen              |
| DOP   | Marharyta Twerdochleb         | Ukraine        | x                     | 6,19 / −0,5           | 6,19 / −1,3           | 6,19     | [ 6 ]                                  |

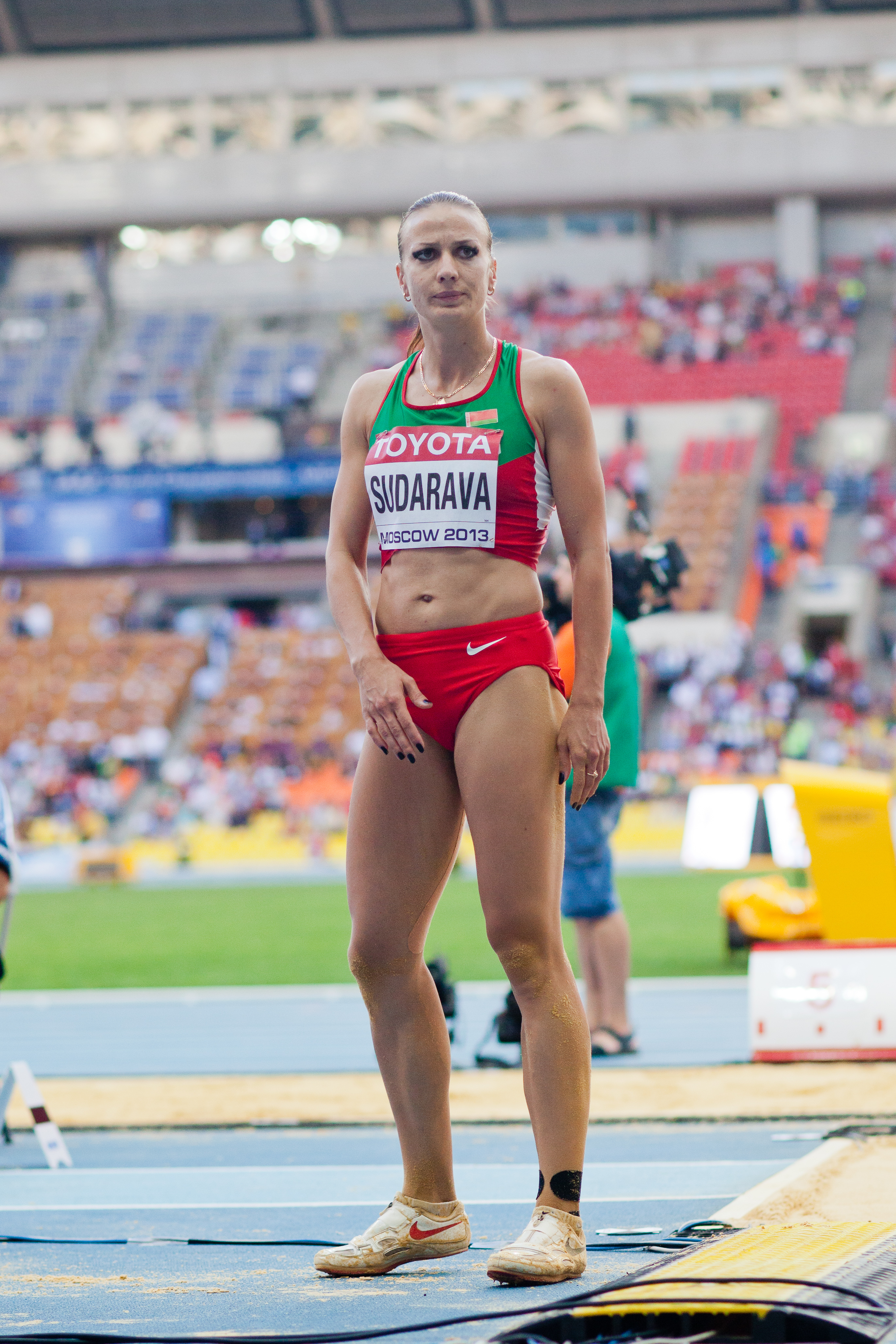
Wolha Sudarawa gehörte mit erzielten 6,38 m zu den Athletinnen, die durch die vier Dopingsünderinnen um ihre Finalteilnahme betrogen wurden
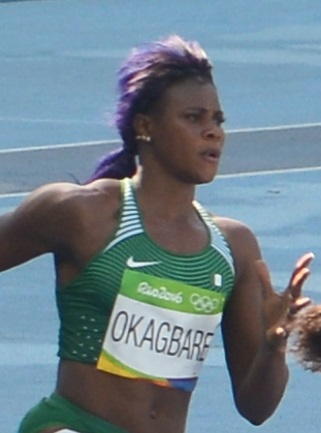
Blessing Okagbare – ausgeschieden mit 6,34 m

Weitere in Qualifikationsgruppe A ausgeschiedene Weitspringerinnen:

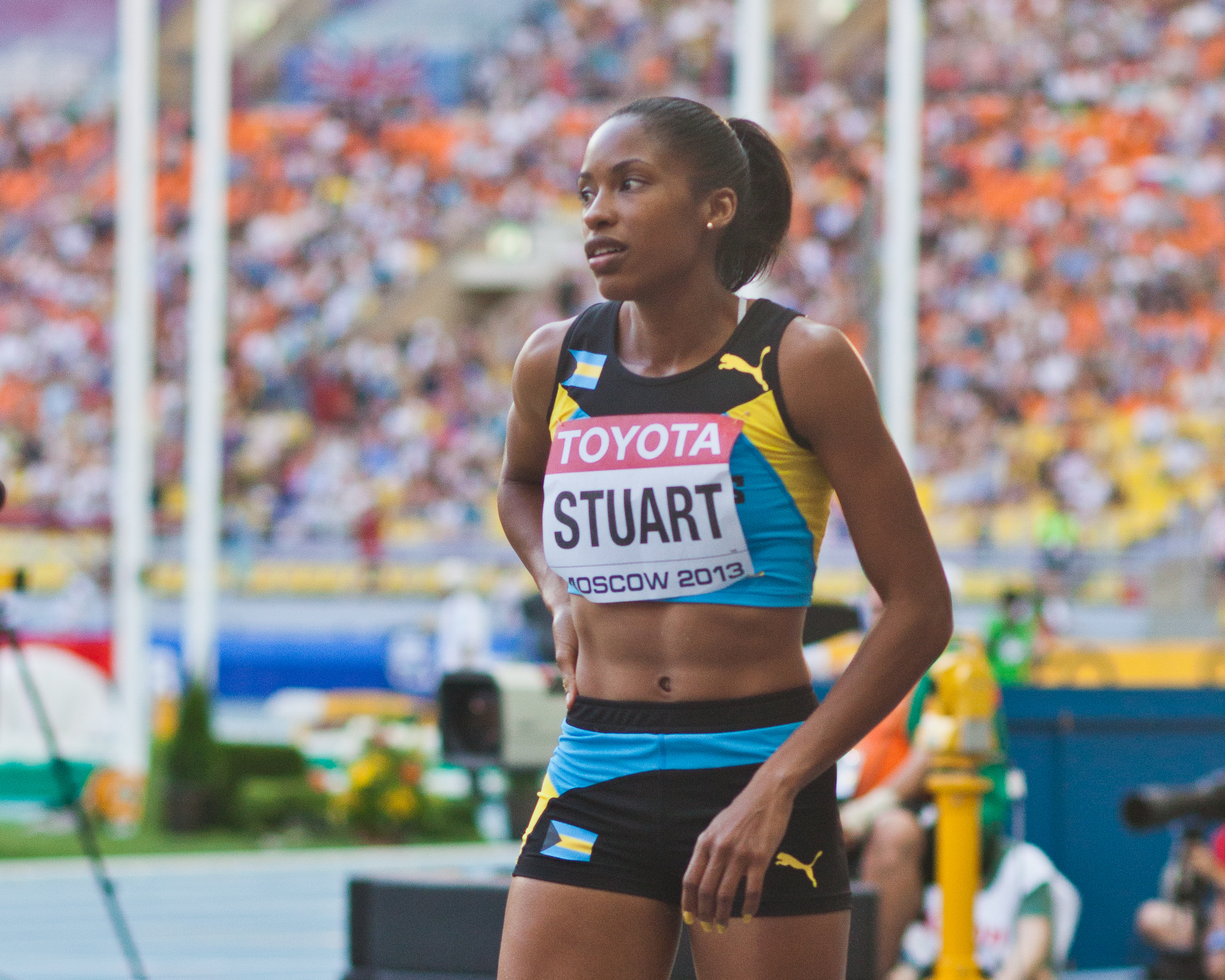
Bianca Stuart – 6,32 m
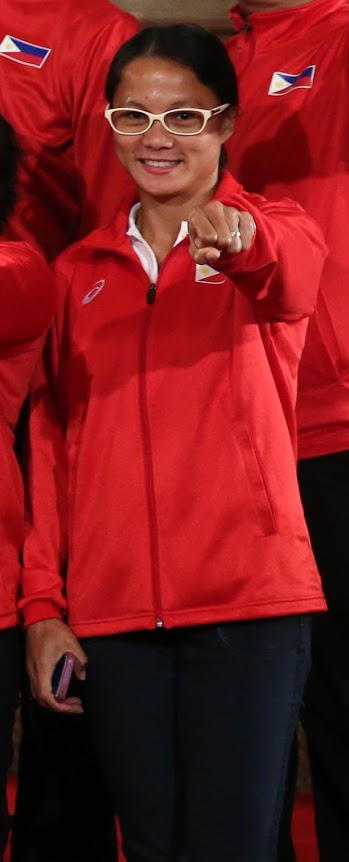
Marestella Torres – 6,22 m
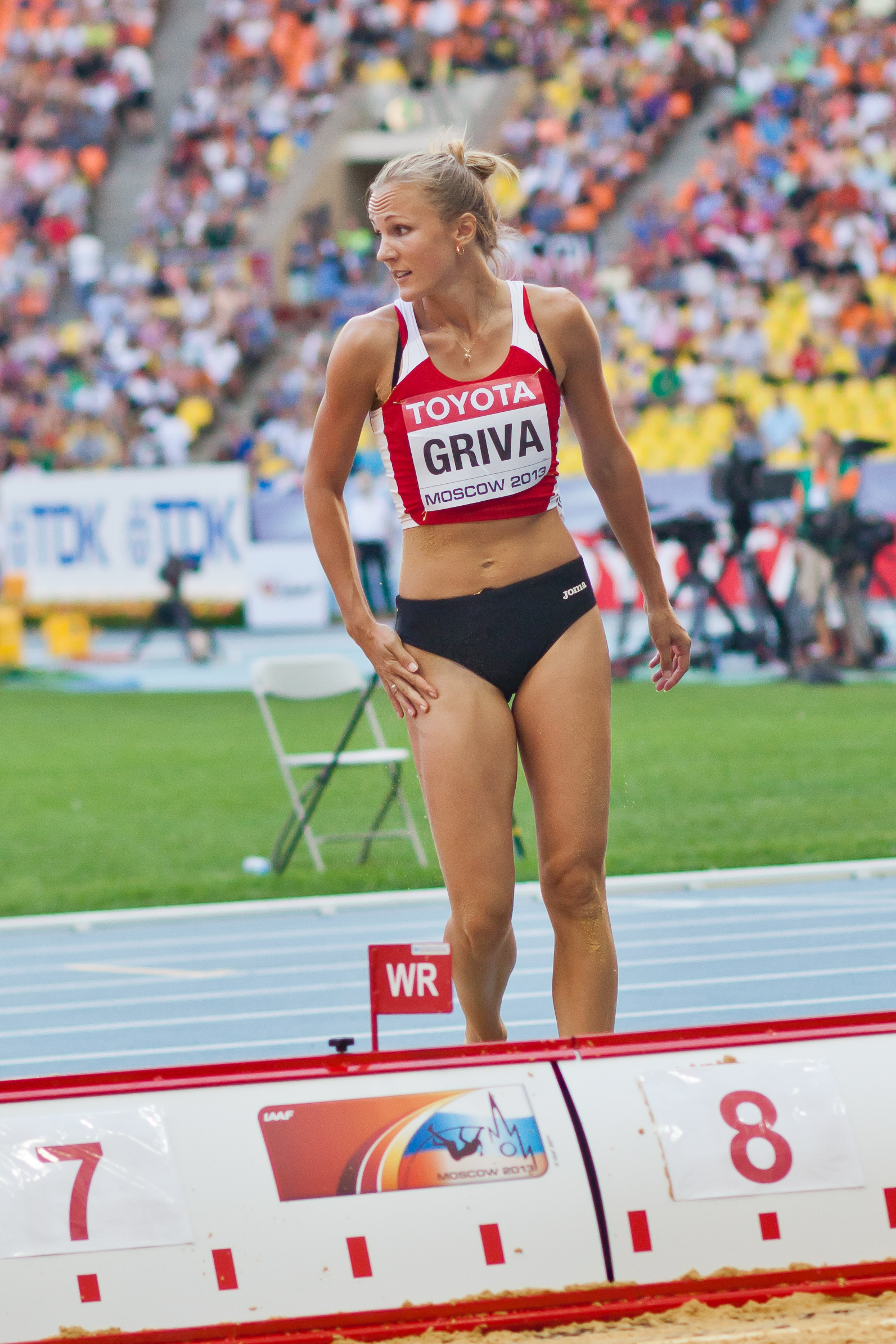
Lauma Grīva – 6,10 m
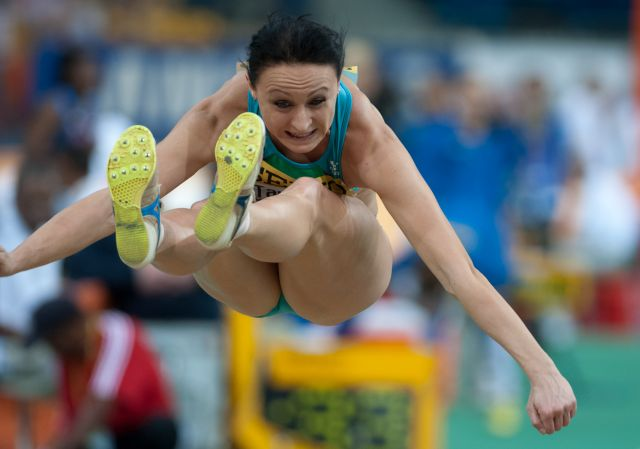
Yuliya Tarasova – kein gültiger Versuch
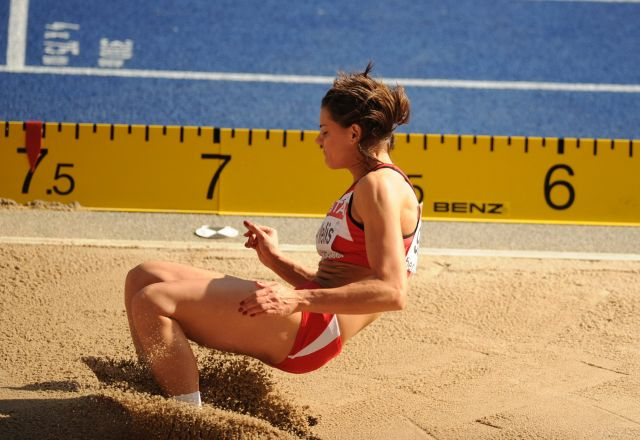
Karin Mey Melis – gedopt und disqualifiziert

### Gruppe B
- Arantxa King wurde mit ihren 6,40 m
durch die Dopingsünderinnen um
ihre Finalteilnahme betrogen
- Maurren Maggi hätten ihre 6,37 m
bei sofortiger Disqualifikation der Dopingsünderinnen ins Finale gebracht

| Platz | Name                | Nation      | 1. Versuch Wind (m/s) | 2. Versuch Wind (m/s) | 3. Versuch Wind (m/s) | Resultat | Anmerkung                              |
| 1     | Janay DeLoach       | USA         | 6,81 / −1,8           | –                     | –                     | 6,81     |                                        |
| 2     | Éloyse Lesueur      | Frankreich  | 6,48 / −0,6           | x                     | 6,38 / −0,5           | 6,48     |                                        |
| 3     | Weranika Schutkowa  | Belarus     | 6,01 / −0,1           | 6,21 / −0,9           | 6,40 / −0,1           | 6,40     |                                        |
| 4     | Arantxa King        | Bermuda     | 6,40 / +0,3           | x                     | 6,20 / −0,4           | 6,40     | eigentlich für das Finale qualifiziert |
| 5     | Maurren Higa Maggi  | Brasilien   | 6,37 / −0,1           | x                     | 6,27 / −1,4           | 6,37     | eigentlich für das Finale qualifiziert |
| 6     | Chelsea Hayes       | USA         | 6,11 / −0,7           | 6,37 / ±0,0           | 6,05 / −0,4           | 6,37     | eigentlich für das Finale qualifiziert |
| 7     | Concepción Montaner | Spanien     | 6,30 / −0,1           | 6,13 / −3,0           | x                     | 6,30     |                                        |
| 8     | Wiktorija Rybalko   | Ukraine     | x                     | 6,21 / −0,5           | 6,29 / −1,7           | 6,29     |                                        |
| 9     | Sosthene Moguenara  | Deutschland | 6,23 / −2,0           | x                     | x                     | 6,23     |                                        |
| 10    | Viorica Țigău       | Rumänien    | 6,21 / −0,4           | x                     | x                     | 6,21     |                                        |
| 11    | Irene Pusterla      | Schweiz     | 6,20 / +2,1           | 6,14 / −0,8           | 4,88 / −1,6           | 6,20     | w                                      |
| 12    | Jana Velďáková      | Slowakei    | 6,02 / −1,0           | 6,18 / −1,5           | x                     | 6,18     |                                        |
| DOP   | Ineta Radēviča      | Lettland    | 6,58 / +0,1           | 6,59 / −1,6           | 6,68 / −0,4           | 6,68     | für das Finale zugelassen              |
| DOP   | Anna Nasarowa       | Russland    | x                     | 6,62 / −1,3           | –                     | 6,62     | für das Finale zugelassen              |
| DNS   | Caterine Ibargüen   | Kolumbien   |                       |                       |                       |          |                                        |
| DNS   | Margrethe Renstrøm  | Norwegen    |                       |                       |                       |          |                                        |

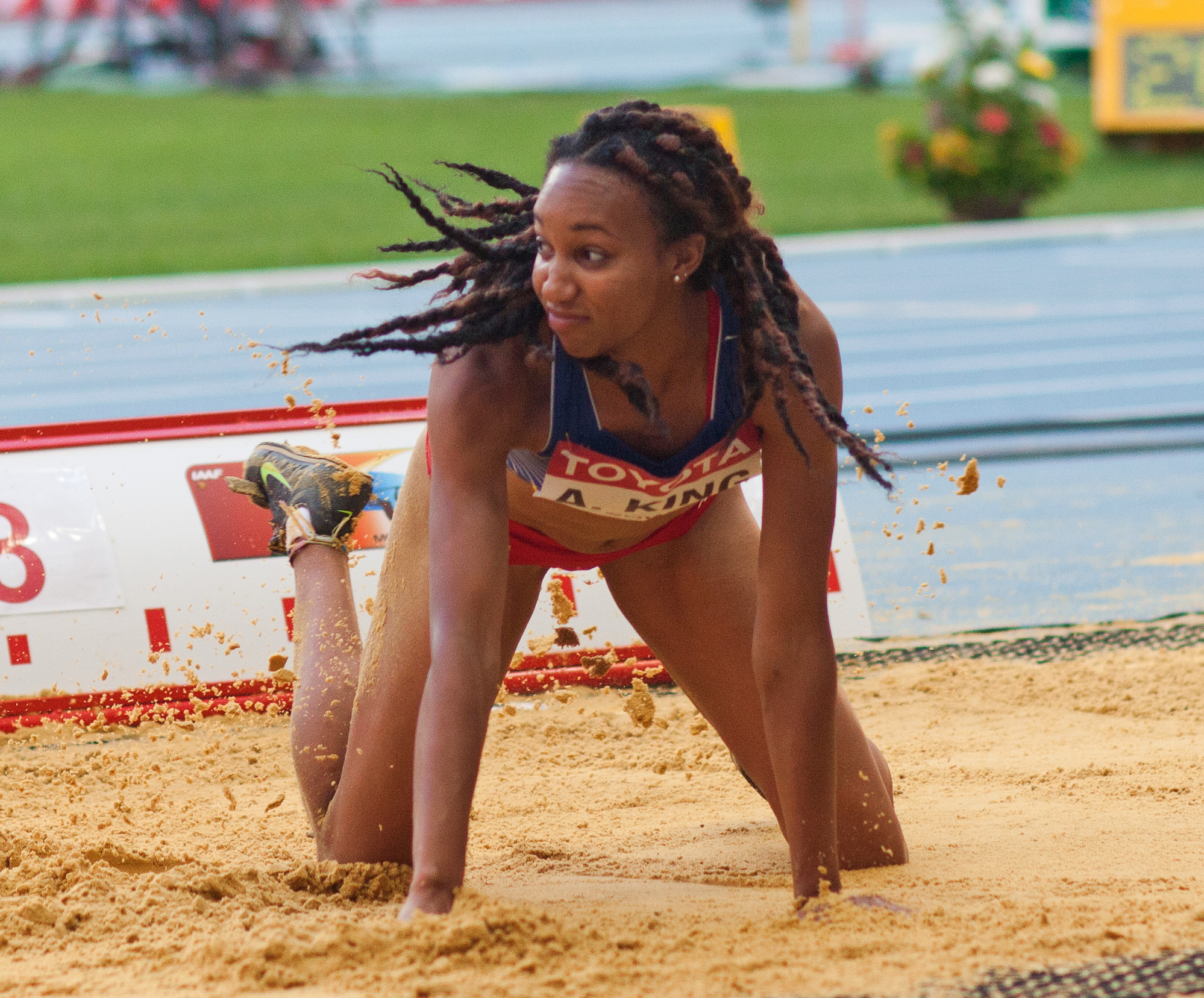
Arantxa King wurde mit ihren 6,40 m durch die Dopingsünderinnen um ihre Finalteilnahme betrogen
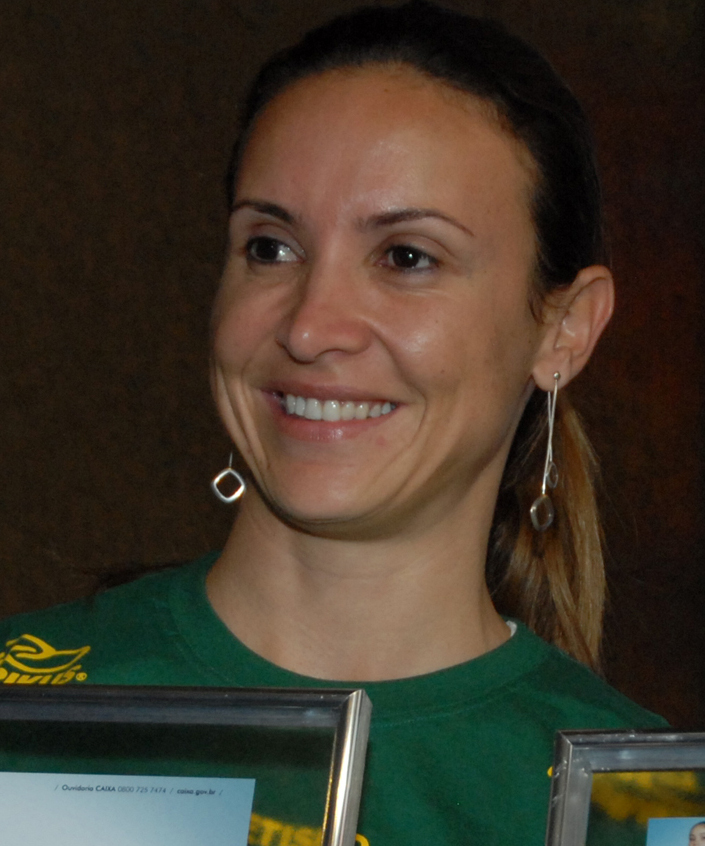
Maurren Maggi hätten ihre 6,37 m bei sofortiger Disqualifikation der Dopingsünderinnen ins Finale gebracht

Weitere in Qualifikationsgruppe B ausgeschiedene Weitspringerinnen:

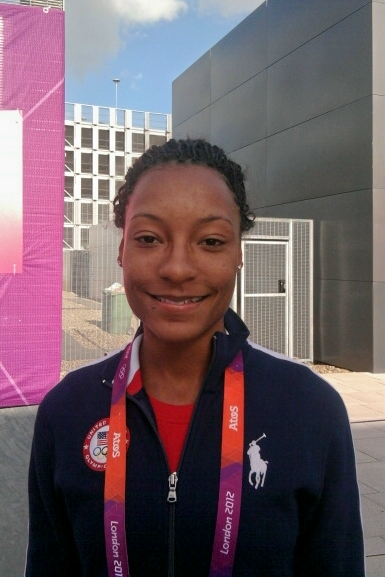
Chelsea Hayes erreichte mit 6,37 m nicht das Finale, weil gedopte Teilnehmerinnen vor ihr lagen
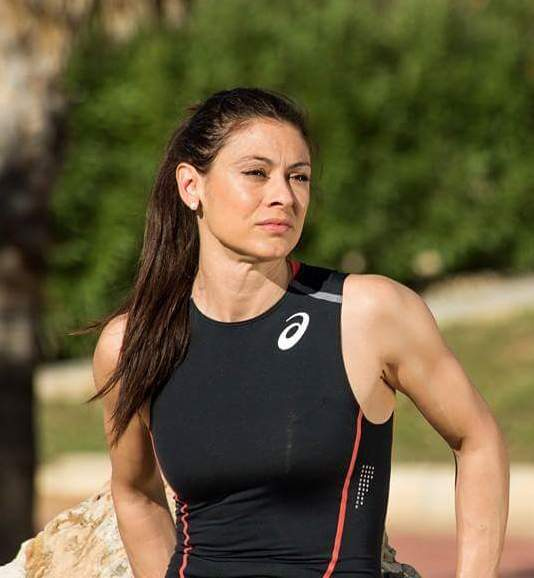
Concepción Montaner – 6,30 m
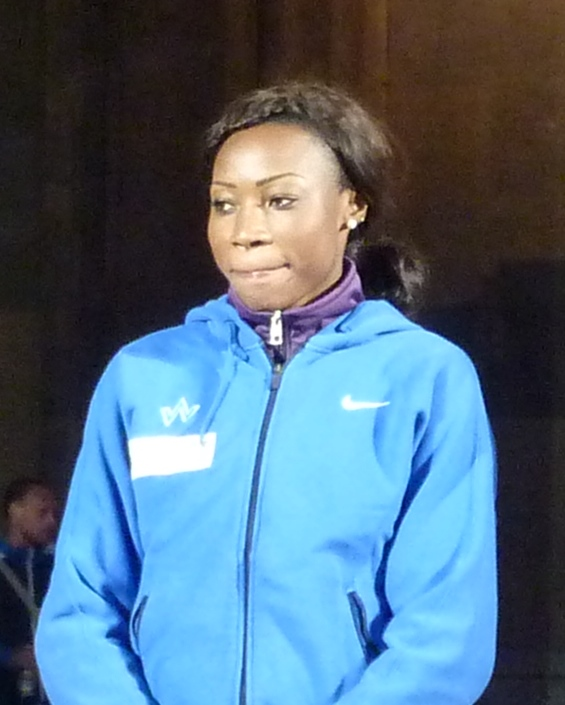
Sosthene Moguenara – 6,23 m
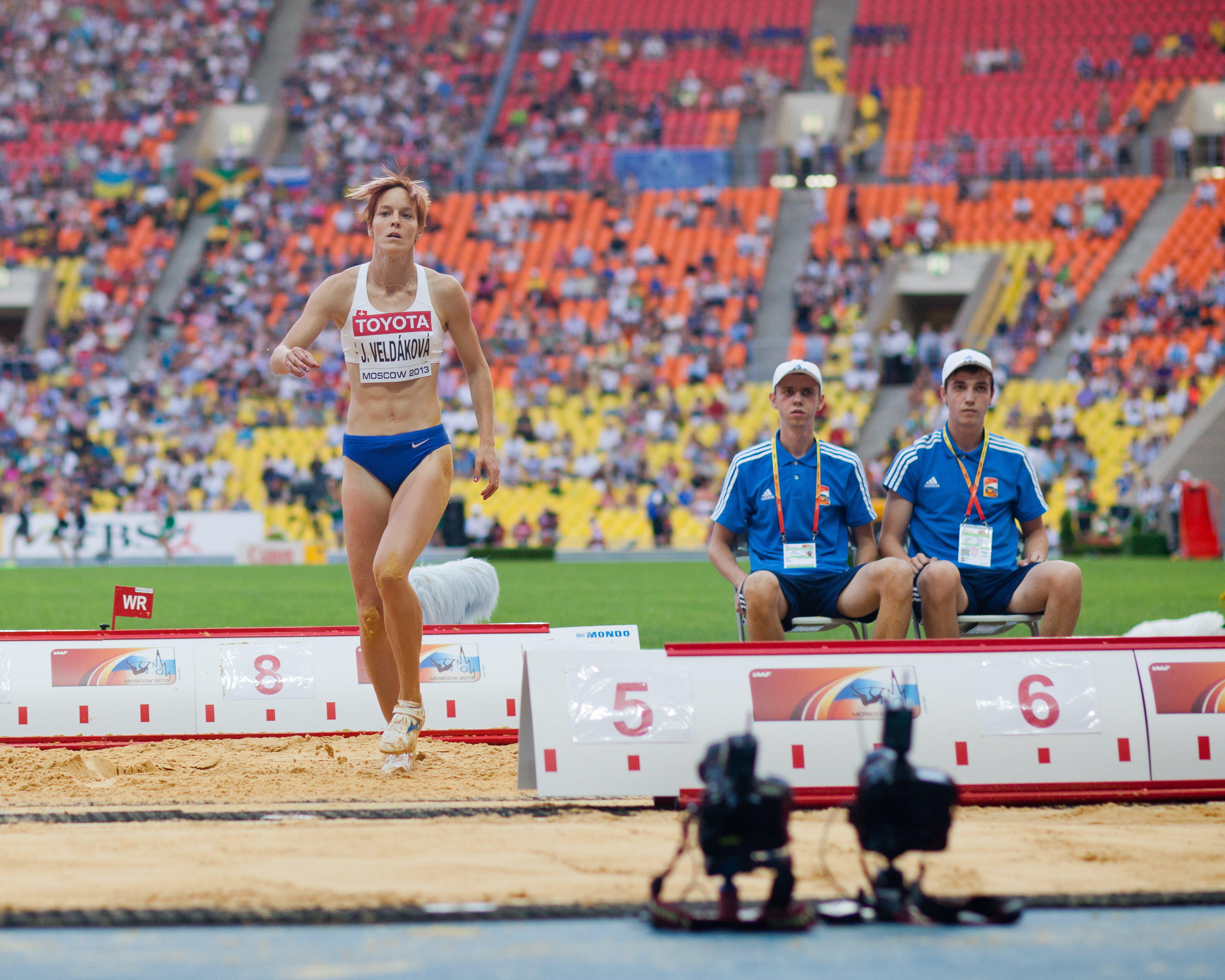
Jana Velďáková – 6,18 m

## Finale
8. August 2012, 20:05 Uhr
| Platz | Name                          | Nation         | 1. Versuch Wind (m/s) | 2. Versuch Wind (m/s) | 3. Versuch Wind (m/s) | 4. Versuch Wind (m/s)                           | 5. Versuch Wind (m/s)                           | 6. Versuch Wind (m/s)                           | Resultat | Anmerkung |
| 1     | Brittney Reese                | USA            | x                     | 7,12 / +0,8           | x                     | x                                               | 6,69 / +0,7                                     | x                                               | 7,12     |           |
| 2     | Jelena Sokolowa               | Russland       | 6,80 / +1,3           | 7,07 / +0,5           | 6,84 / +0,4           | 6,93 / +0,5                                     | 6,78 / +0,4                                     | 6,79 / +0,7                                     | 7,07     |           |
| 3     | Janay DeLoach                 | USA            | 6,77 / +0,3           | x                     | 6,71 / +0,6           | 6,74 / −0,7                                     | 6,89 / +0,2                                     | x                                               | 6,89     |           |
| 4     | Ljudmila Koltschanowa         | Russland       | x                     | x                     | 6,76 / ±0,0           | 6,44 / +0,3                                     | x                                               | 5,97 / −0,1                                     | 6,76     |           |
| 5     | Éloyse Lesueur                | Frankreich     | 6,57 / +0,8           | x                     | x                     | x                                               | 6,67 / −0,2                                     | x                                               | 6,67     |           |
| 6     | Shara Proctor                 | Großbritannien | 6,55 / +0,2           | x                     | 6,37 / +1,0           | eigentlich zu drei weiteren Sprüngen berechtigt | eigentlich zu drei weiteren Sprüngen berechtigt | eigentlich zu drei weiteren Sprüngen berechtigt | 6,55     |           |
| 7     | Weranika Schutkowa            | Belarus        | 6,37 / +0,8           | 6,54 / +1,4           | 6,53 / −0,7           | eigentlich zu drei weiteren Sprüngen berechtigt | eigentlich zu drei weiteren Sprüngen berechtigt | eigentlich zu drei weiteren Sprüngen berechtigt | 6,54     |           |
| 8     | Ivana Španović                | Serbien        | 4,29 / +0,1           | 6,33 / +0,6           | 6,35 / +0,9           | eigentlich zu drei weiteren Sprüngen berechtigt | eigentlich zu drei weiteren Sprüngen berechtigt | eigentlich zu drei weiteren Sprüngen berechtigt | 6,35     |           |
| DOP   | Ineta Radēviča                | Lettland       | 6,88 / +1,2           | 6,77 / +0,4           | 6,74 / +0,2           | x                                               | x                                               | 6,79 / +0,1                                     | 6,88     | [ 2 ]     |
| DOP   | Anna Nasarowa                 | Russland       | x                     | 6,77 / +0,5           | x                     | 6,56 / +0,1                                     | 6,45 / +0,5                                     | 6,62 / −0,4                                     | 6,77     | [ 3 ]     |
| DOP   | Nastassja Mirontschyk-Iwanowa | Belarus        | 6,61 / +0,3           | 6,62 / +0,4           | 6,54 / +0,4           | 6,52 / ±0,0                                     | x                                               | 4,55 / ±0,0                                     | 6,72     | [ 4 ]     |
| DOP   | Karin Melis Mey               | Türkei         | DNS                   | DNS                   | DNS                   | DNS                                             | DNS                                             | DNS                                             | DNS      | [ 5 ]     |

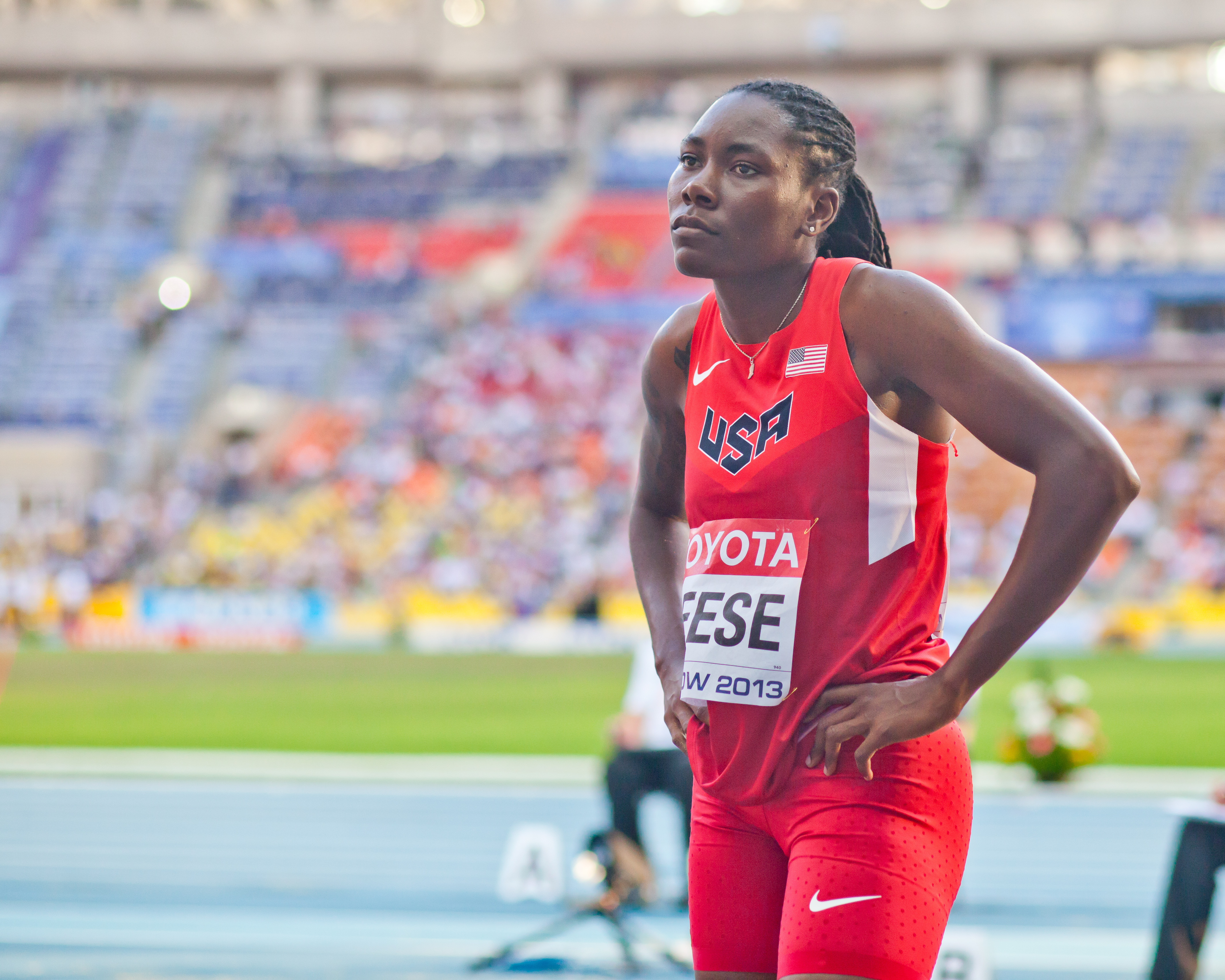
Weitsprung-Siegerin Brittney Reese

Für das Finale hatten sich zwölf Athletinnen qualifiziert, vier von ihnen über die Qualifikationsweite, weitere acht über ihre Platzierungen. Vier von ihnen waren jedoch gedopt, wie sich nach und nach herausstellte (siehe Abschnitt "Doping" oben). Eine der gedopten Wettbewerberinnen trat nach ihrem positiven Befund aus der Qualifikation im Finale nicht mehr an. So standen sich nun je zwei Russinnen und US-Amerikanerinnen sowie jeweils eine Athletin aus Frankreich, Großbritannien, Serbien und Belarus gegenüber. Hinzu kamen die drei gedopten Sportlerinnen aus Russland, Belarus und Lettland.
Als Favoritin galt die US-amerikanische Weltmeisterin Brittney Reese. Ihre stärksten Konkurrentinnen waren in erster Linie die Russin Jelena Sokolowa, die später wegen Dopingmissbrauchs disqualifizierte WM-Dritte Ineta Radēviča aus Lettland und die frisch gebackene Europameisterin Éloyse Lesueur aus Frankreich. Die Olympiasiegerin von 2008 Maurren Higa Maggi aus Brasilien hatte sich nicht für das Finale qualifizieren können.
Radēviča übernahm in der ersten Runde mit 6,88 m die Führung, gefolgt von Sokolowa mit 6,80 m. Im zweiten Durchgang setzte sich Reese mit 7,12 m an die Spitze, während Sokolowa sich auf 7,07 m verbessern konnte und Zweite blieb. Mit 6,77 m folgten zwei Teilnehmerinnen: Janay DeLoach (USA, aus Durchgang eins) und die gedopte Russin Anna Nasarowa (Durchgang zwei). In den beiden folgenden Runden ergaben sich keine Änderungen im Klassement der Führenden, allerdings gelangen der Russin Ljudmila Koltschanowa in ihrem dritten Sprung 6,76 m. Das brachte ihr Rang sechs. Im fünften Versuch sprang DeLoach dann 6,89 m, womit sie Radēviča auf Platz vier verdrängte. Da es in der letzten Runde keine Verbesserungen gab, blieb es bei dieser Rangfolge.
Für das Endresultat ergaben sich allerdings hinter den Medaillengewinnerinnen durch die späteren dopingbedingten Disqualifikationen noch Änderungen: Ljudmila Koltschanowa nahm den vierten Platz ein vor Éloyse Lesueur und der Britin Shara Proctor.

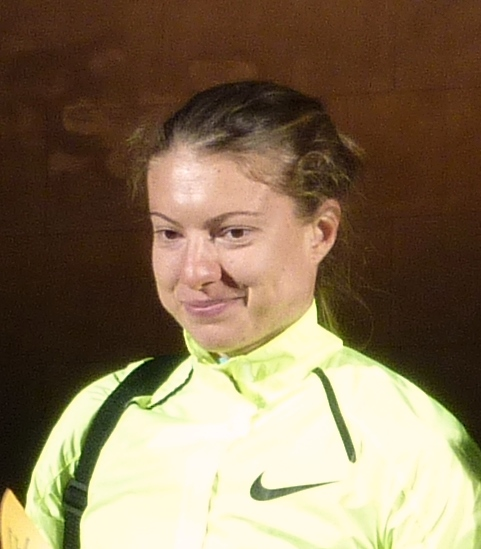
Silbermedaillengewinnerin Jenea Sokolowa
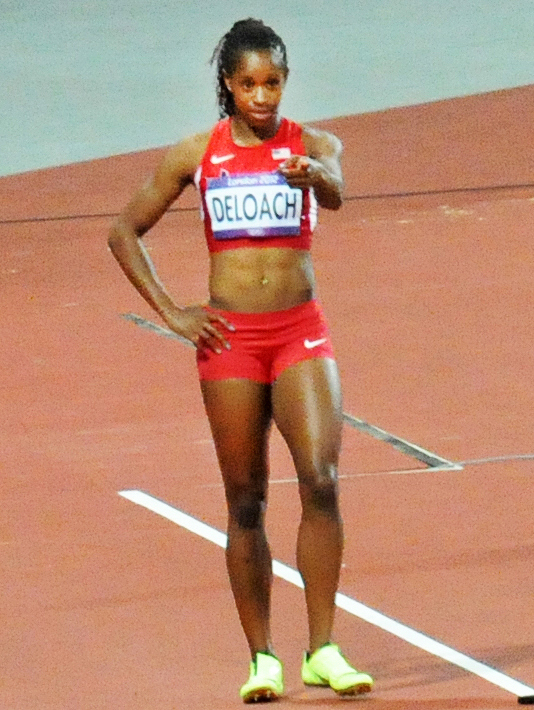
Bronzemedaillengewinnerin Janay DeLoach
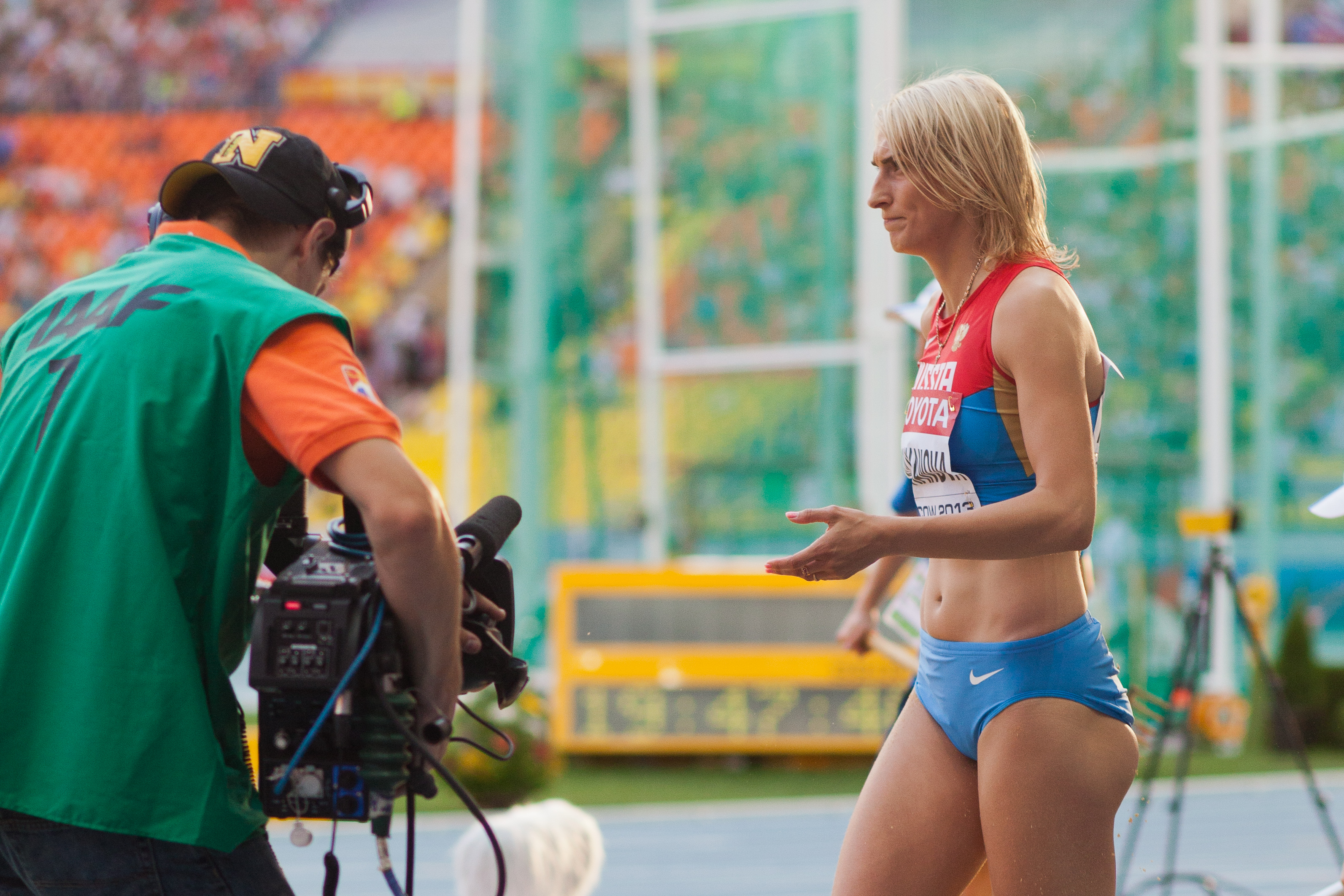
Ljudmila Koltschanowa kam auf den vierten Platz
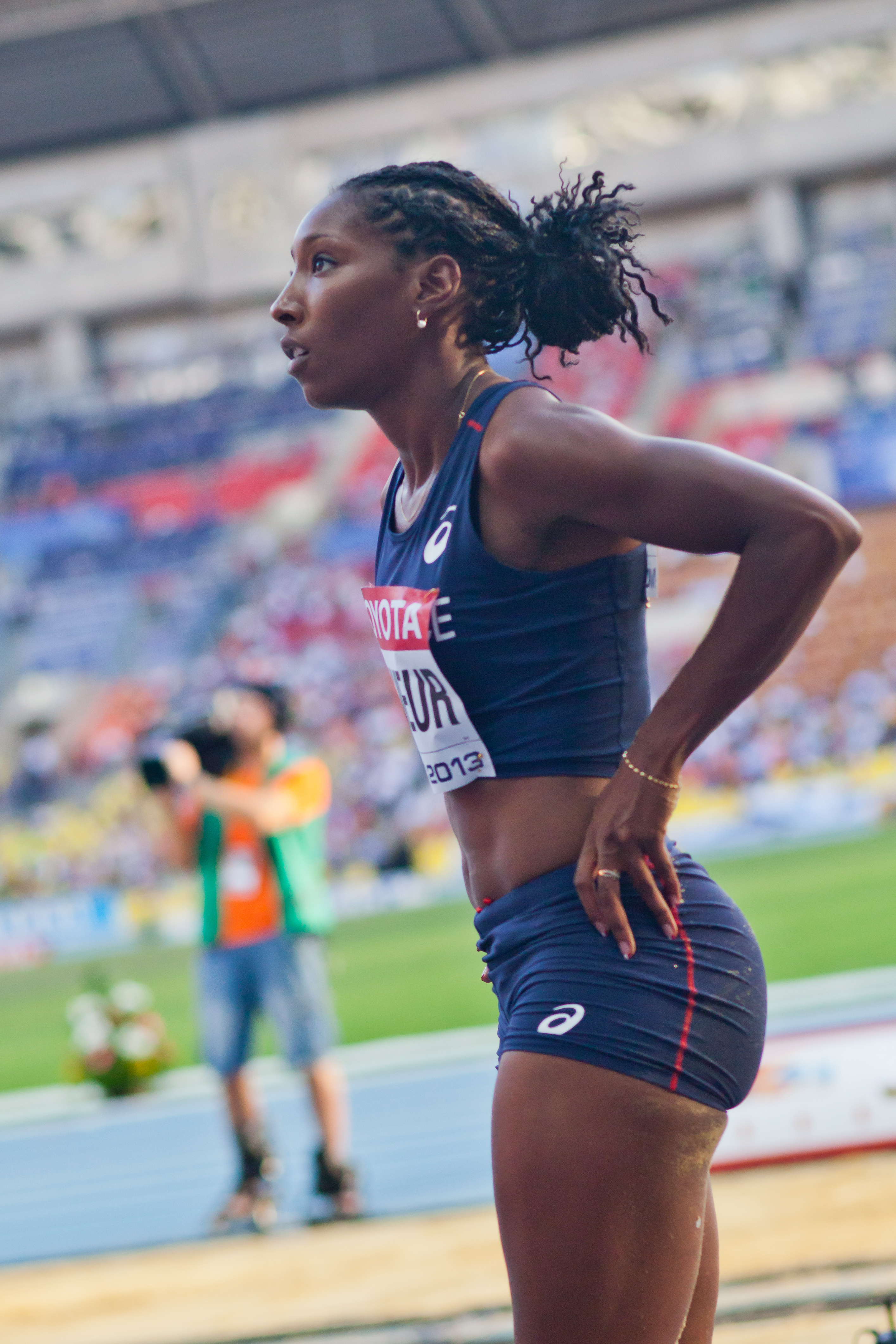
Die Olympiafünfte Éloyse Lesueur
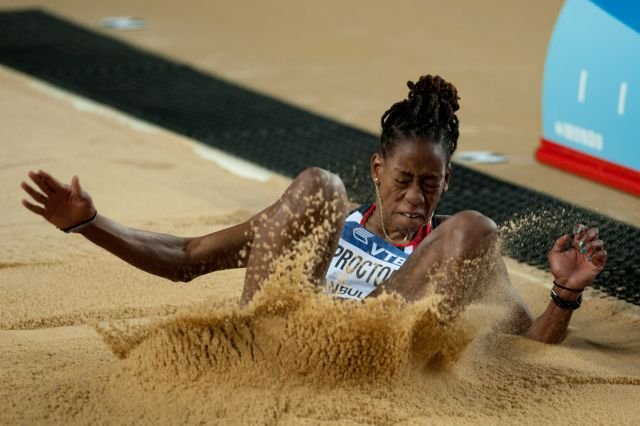
Shara Proctor belegte Rang sechs, wurde jedoch durch die teilnehmenden Dopingsünderinnen um ihre drei zusätzlichen Versuche der besten acht Finalistinnen gebracht
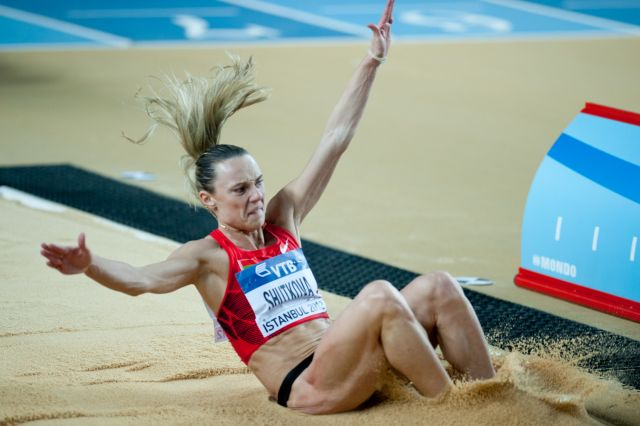
Die Olympiasiebte Weranika Schutkowa wurde ebenfalls um drei ihr eigentlich zustehende Finalversuche gebracht
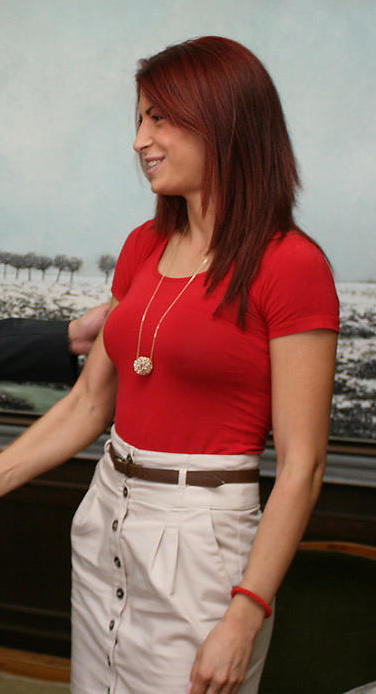
Ivana Španović kam auf den achten Platz, wurde aber um drei ihr im Finale eigentlich zustehende Versuche gebracht
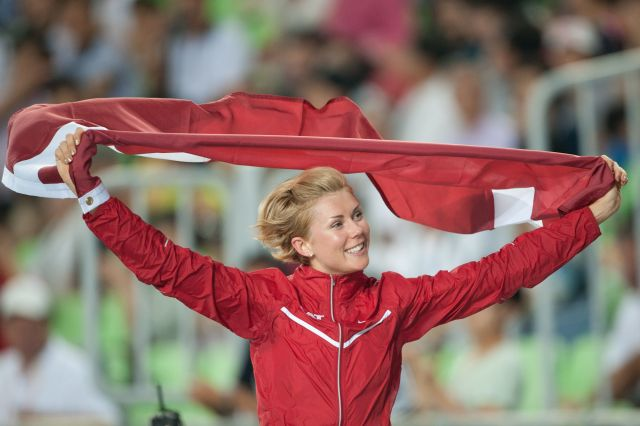
Ineta Radēviča – gedopt und disqualifiziert
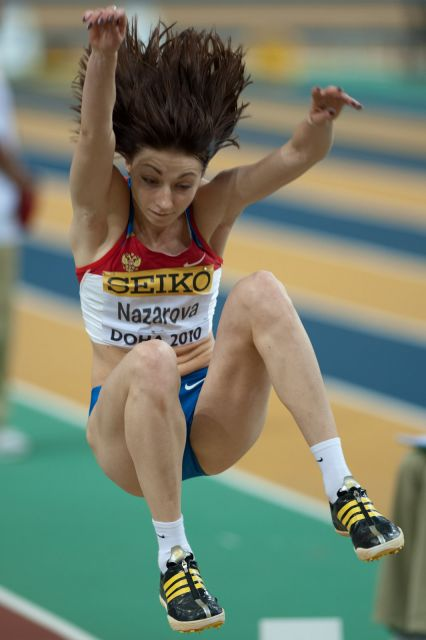
Dopingsünderin Anna Nasarowa
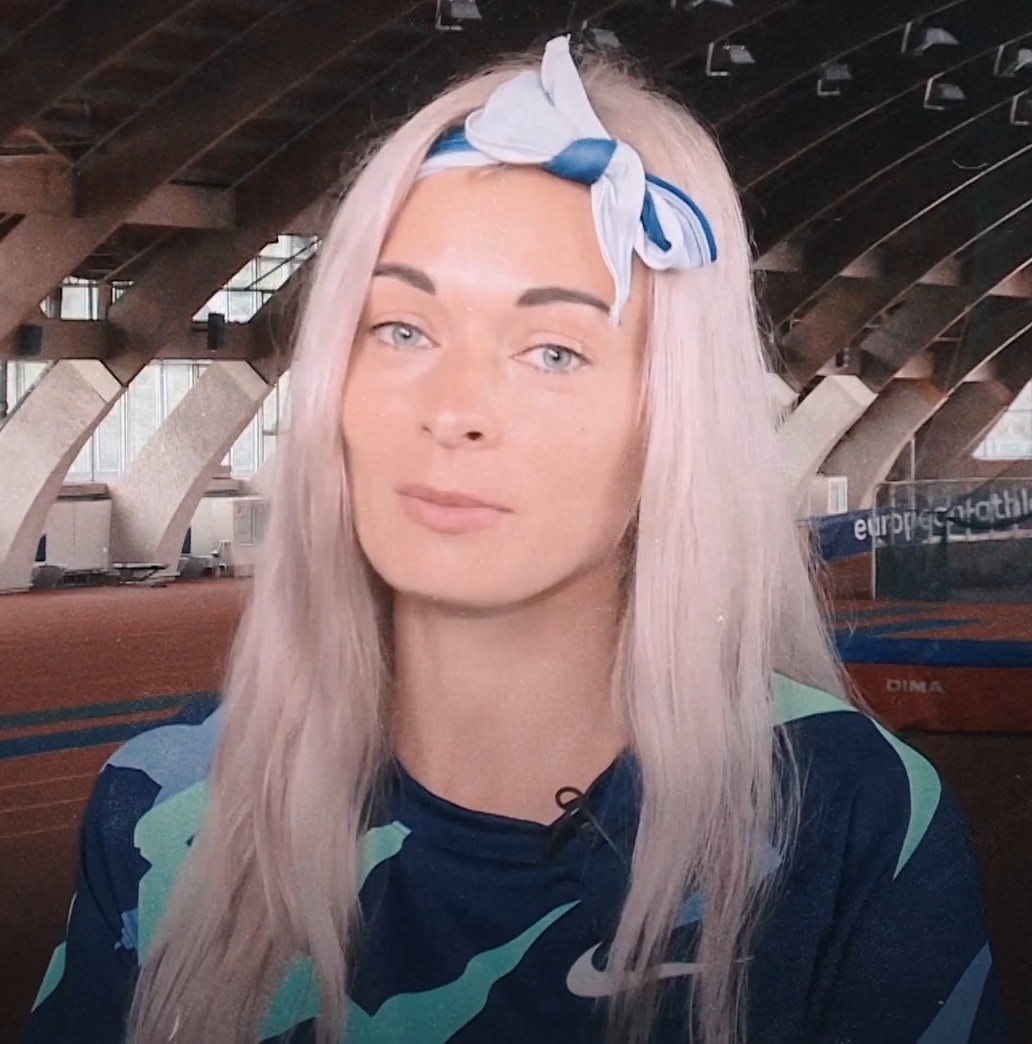
Nastassja Mirontschyk-Iwanowa war eine von fünf in diesem Wettbewerb gedopten Teilnehmerinnen

## Video
- Brittney Reese (USA) Wins Long Jump Gold - London 2012 Olympics, youtube.com, abgerufen am 20. April 2022